# Trichaitophorus koyaensis
Trichaitophorus koyaensis är en insektsart som beskrevs av Takahashi, R. 1961. Trichaitophorus koyaensis ingår i släktet Trichaitophorus och familjen långrörsbladlöss. Inga underarter finns listade i Catalogue of Life.